# 홍영기 (1918년)
홍영기(洪英基, 1918년 12월 3일 ~ 1999년 2월 10일)는 대한민국의 정치인이다. 제5·6·8·13·14대 국회의원을 역임하였다. 정치규제로 제11·12대 국회의원에는 불출마 하였다.

## 학력
- 일본동북제대법문학부졸업
- 육군대학졸업

## 약력
- 육군본부법무차감
- 변호사
- 숙명여자정치대학강사
- 국회전문위원(국방위)
- 민주당전북도당부위원장
- 민중당중앙상무위원
- 신민당서울제6지구당(성동을구)위원장
- 신민당정무위원
- 민추협부의장
- 통민당헌법개정심의위원(전문ㆍ사법부편기초)
- 국회부의장

## 역대 선거 결과
|  | 25.09% |

|  | 29.69% |

|  | 51.55% |

|  | 24.90% |

|  | 35.0% |

|  | 6.93% |

|  | 57.58% |

|  | 11.16% |

|  | 53.56% |

|  | 48.21% |

## 같이 보기
- 순창군 (선거구)
- 순창군의 국회의원
- 서대문구 을 (1950년 선거구)
- 서울 서대문구의 국회의원
- 성동구 을 (1950년 선거구)
- 서울 성동구의 국회의원
- 임실군·순창군
- 임실군의 국회의원
- 대한민국의 국회부의장